# بوب مورغان
بوب مورغان (بالإنجليزية: Bob Morgan)‏ هو لاعب كرة قدم أمريكية أمريكي، ولد في 28 يونيو 1930 في فريبورت في الولايات المتحدة، وتوفي في 10 أكتوبر 1991.

## وصلات خارجية
- بوب مورغان على موقع مرجع كرة القدم المحترفة.كوم (الإنجليزية)